# Usina Termelétrica Candiota III
A Usina Termelétrica Candiota III é uma usina de energia movida a carvão mineral localizada no Rio Grande do Sul e pertencente à Âmbar Energia.

## Histórico
A história do Complexo Termelétrico de Candiota se inicia em 1950 com as primeiras pesquisas sobre o aproveitamento do carvão mineral para geração de energia elétrica.
A primeira usina desse complexo foi a Candiota I inaugurada em 1961.
A Usina Termelétrica Presidente Médici - UTPM - Candiota II, do tipo térmica a vapor, fica localizada no município de Candiota - RS, distante 400 km de Porto Alegre. A Usina utilizava o carvão mineral como combustível primário, fornecido pela Companhia Riograndense de Mineração.
A construção da UTPM aconteceu em duas etapas. A Fase A da Usina, com duas unidades de 63 MW cada, foi inaugurada em 1974 quando foi integrada no Sistema Interligado Nacional. No final de 1986 entrou em operação a Fase B com duas unidades de 160 MW cada, totalizando 446 MW instalados. O vencimento da concessão destas fases ocorreu em 7 de julho de 2015, porem só foram desativadas em 2017.
Destacam-se, no conjunto da Usina, a torre de resfriamento, uma estrutura em casca de concreto com 124 metros de diâmetro e 133 metros de altura que teria a finalidade de resfriar a água utilizada para trocar calor no condensador e a chaminé de exaustão com 150 metros de altura, em concreto, que possibilitaria ampla dispersão dos gases resultantes da queima de carvão, diminuindo a agressão ao meio ambiente. 
A Divisão de Meio Ambiente da Usina Monitora continuamente as emissões atmosféricas com equipamentos instalados na Chaminé da UTE, além disse possui 3 estações de monitoramento da qualidade do ar, distribuídas no município de Candiota, com medições registradas a cada hora. Todos os dados são transmitidos de forma online para o Ibama.

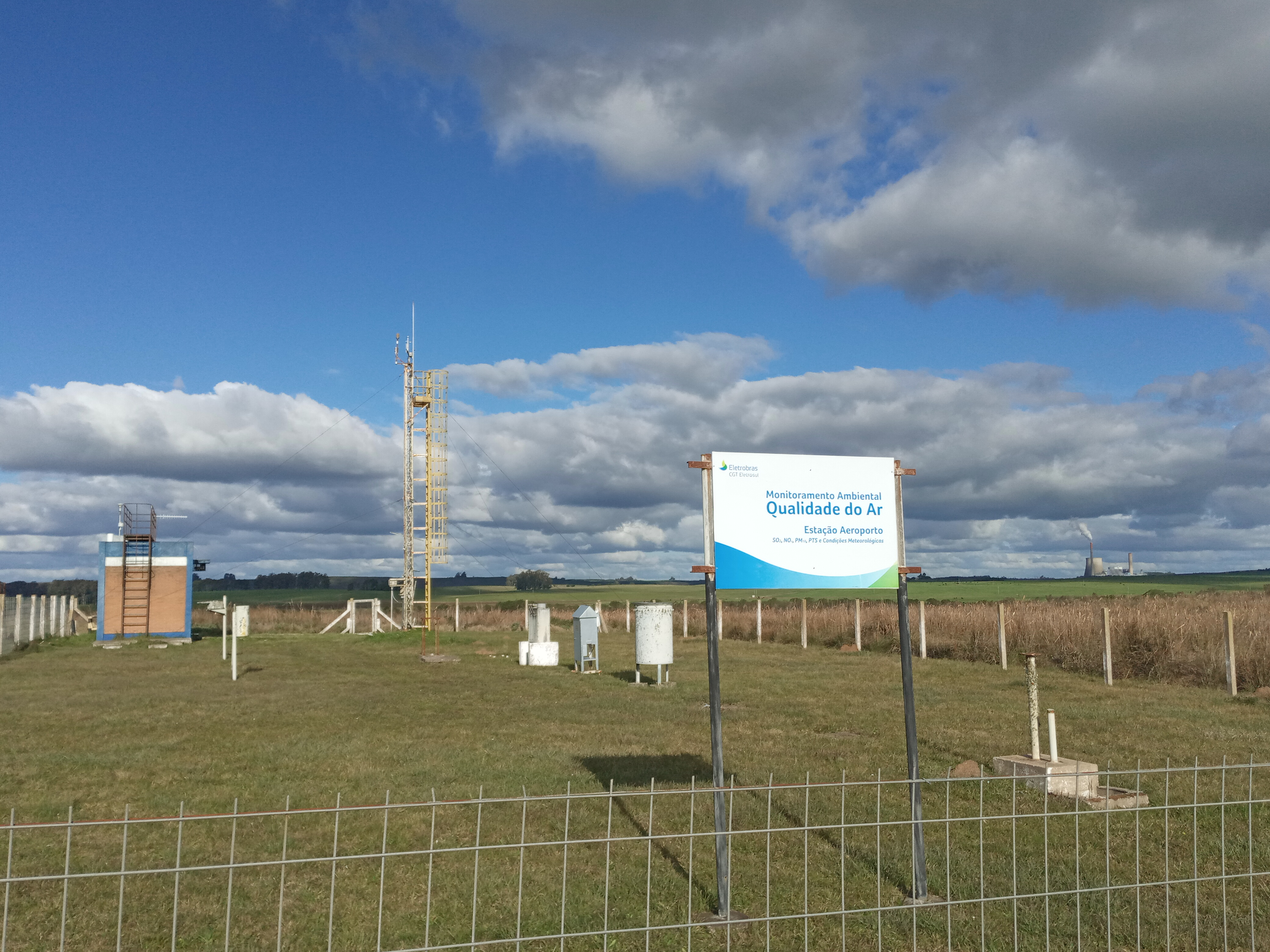
estação de monitoramento da qualidade do ar, Operada pela UTE Candiota III

### Federalização
Em dezembro de 1998, o controle da Companhia de Geração Térmica de Energia Elétrica (CGTEE), subsidiária da CEEE, passou para o Governo Federal, em troca de dívidas do Governo do Rio Grande do Sul para com o Governo Federal.
Após o processo de federalização da Companhia, a UTPM passou por um programa de manutenção, sendo executado um amplo projeto de revitalização das unidades geradoras. Como resposta, houve um aumento substancial na produção de energia, em relação aos anos anteriores.
No ano de 2016, permaneceram em operação as unidades 1 e 4. A partir de março de 2017, esteve em atividade somente a unidade geradora 1. A Usina Presidente Médici está desativada por completo desde 31 de dezembro de 2017.
Em dezembro de 2018, foi publicada no Diário Oficial da União a Portaria nº 488 do Ministério de Minas e Energia. que extinguiu as concessões das Usinas Termelétricas Nutepa, São Jerônimo e Presidente Médici (Fases A e B), nos termos do art. 35, inciso I, da Lei nº 8.987, de 13 de fevereiro de 1995 . Ainda conforme o Artigo 2º da Portaria, dispensou-se a reversão dos bens vinculados às concessões, com a livre disponibilização dos bens e das instalações.
Em 02 de janeiro de 2020, com a fusão da Eletrosul e CGTEE, duas subsidiárias da Eletrobras na região Sul, foi criada a Companhia de Geração e Transmissão de Energia Elétrica do Sul do Brasil (CGT Eletrosul), com sede em Florianópolis (SC).
Em 14 de junho de 2022, foram vendidas 802,1 milhões de ações da Eletrobras, com um preço base de R$ 42, em uma operação que movimentou R$ 33,7 bilhões. Com isso, a participação da União no capital votante da estatal foi reduzida de 68,6% para 40,3%.
A Eletrobras anunciou, em 2023, a venda da Usina para a Âmbar Energia, empresa pertencente ao grupo J&F Investimentos, em um negócio de R$ 72 milhões. A venda faz parte do plano de descarbonização da Eletrobras, onde a usina representava um terço das emissões de carbono da empresa.

## Características da Usina
Capacidade instalada: 350 MW
Fase A - Tecnologia Italiana - 2 X 63 MW - entrada em operação em 1974 e encerrada em 2017.
- 02 Turbinas: fabricante - Franco Tosi (Itália);
- 02 Alternadores (2 x 63 MW): fabricante - Asgen (Itália);
- 02 Caldeiras - fabricante - Ansaldo (Itália);

Fase B - Tecnologia Francesa - 2 x 160 MW - entrada em operação em 1986 e encerrada em 2017.
- 02 Turbinas: fabricante - Alston (França)
- 02 Alternadores (2 x 160 MW): fabricante - Brown-Boveri(Atualmente ABB) (Suíça)
- 02 Caldeiras: fabricante - Stein Industrie (França)

Fase C -Tecnologia Chinesa - 1 X 350 MW - entrada em operação em 2011.
- 01 Turbina: fabricante - Citic (China)
- Combustível: Carvão mineral
- Poder calorífico: 2.600 a 3.200 kcal/kg
- Cinza: 52,2 a 59,0%
- Fornecedor: Companhia Rio Grandense de Mineração
- Local: Mina Candiota
- Transporte: Correias transportadoras